# Arthur Rodrigues Rezende
Arthur Rodrigues Rezende, meglio noto come Arthur (Goiatuba, 21 marzo 1994), è un calciatore brasiliano, centrocampista del Cuiabá.

## Carriera
Ha giocato nella massima serie dei campionati brasiliano e cipriota.

## Palmarès

### Club

#### Competizioni statali
- Campionato Goiano: 2

Goiás: 2015, 2016
- Campionato Baiano: 1

Bahia: 2020

#### Competizioni regionali
- Copa do Nordeste: 1

Ceará: 2023